# Cultura Clovis

Mapa de América que muestra los sitios arqueológicos que son anteriores a la cultura de Clovis (la cual floreció entre el 10 600 y el 11 250 a. C.).

La cultura Clovis, cultura de Clovis o cultura llano ―en el norte de México y sur de Estados Unidos― fue considerada a mediados del siglo XX como la cultura indígena más antigua del continente americano. Su datación por radiocarbono calibrada indica un periodo entre el 10 600 y el 11 250 a. C.
Esa época corresponde a los últimos años de la Dryas Reciente (la última era de hielo).
Durante la mayor parte de la segunda mitad del siglo XX, los descubrimientos acerca de esta cultura sostuvieron lo que se conoce como el «consenso Clovis» del continente americano. A partir de las dos últimas décadas del siglo XX, nuevas investigaciones científicas cuestionaron las conclusiones del consenso Clovis y aportaron pruebas de la existencia de culturas del continente americano más antiguas.

## El nacimiento
Proviene de la localidad de Clovis en Nuevo México, Estados Unidos, próxima al lugar donde fueron encontradas por primera vez las piezas que caracterizan esta cultura. En 1929, Ridgely Whiterman (de 19 años) descubrió las primeras piezas arqueológicas. En 1932 una excavación realizada por un equipo dirigido por Edgar Billings Howard (1887-1943), de la Universidad de Pensilvania, confirmó que se trataba de un yacimiento aborigen que existió durante el Pleistoceno. En 1949 fue descubierta la datación por carbono 14, y se aplicó en los yacimientos Clovis: la datación oscilaba entre el 11 500 y el 10 900 a. C. (12 900 a 11 500 AP). Más tarde se corrigió esa datación: según cálculos más recientes, el periodo corresponde aproximadamente a las fechas 11 250-10 600 a. C.
Se han identificado con seguridad sitios pertenecientes a la cultura Clovis dispersos por una amplia zona de los Estados Unidos (desde Montana hasta Arizona y Florida). También se han localizado ejemplos en Sonora y otras partes de México, e incluso alguno en Chile y Venezuela.

Mapa de migraciones humanas tempranas. Cifras = milenios antes del presente (AP).

## Descripción
Un sello de la cultura Clovis es la forma acanalada que caracteriza sus puntas de lanza de piedra, conocida como punta Clovis. La punta Clovis tiene un grado de perfección y belleza no habitual en épocas prehistóricas. Es una hoja tallada por presión con un canal hasta la mitad de la pieza que servía para asegurar la punta al palo.
Se acepta generalizadamente que el pueblo Clovis cazaba mamuts: abundan los sitios donde se han encontrado puntas Clovis mezcladas con restos de mamut. Se ha sostenido la hipótesis de que la extinción del mamut fue consecuencia de la caza realizada por los Clovis, pero la misma no se encuentra probada y ha sido muy controvertida.

## La cultura Clovis y la pre-Clovis
Desde mediados del siglo XX, la teoría generalmente aceptada entre los arqueólogos era que los Clovis fueron los primeros habitantes de América. El fundamento principal de esta teoría era que no había sido encontrada ninguna prueba sólida de presencia humana pre-Clovis. De acuerdo con la teoría clásica, el pueblo Clovis cruzó el puente de Beringia sobre el estrecho de Bering desde Siberia hacia Alaska aproximadamente 13  000 años atrás, en el período en que bajó el nivel de las aguas durante la era de hielo, y después marcharon hacia el sur a través de un corredor libre de hielo al este de las Montañas Rocosas, en la zona oeste de la actual Canadá, a medida que el glaciar retrocedía.
En una cueva llamada Sandía, cerca de la ciudad de Albuquerque en Nuevo México (Estados Unidos), se encontraron vestigios que por un cierto tiempo se creyeron más antiguos que los de la cultura Clovis. Actualmente, con nuevas pruebas de radiocarbono, se determinó que la cultura sandía es coetánea a la Clovis, pues data del 9000 o 10  000  a.  C. (Lucena: 1982).
Muchos arqueólogos han debatido largamente la posibilidad de la existencia de culturas anteriores a la Clovis, tanto en Norteamérica como en Sudamérica. 
Yacimientos antropológicos de América como los de:
- Monte Verde y Pilauco Bajo (Chile),
- Piedra Museo (Argentina),
- Pedra Furada (Brasil),
- Topper y Meadowcroft Rockshelter (Estados Unidos) y
- El Fin del Mundo (México)

replantearon completamente la teoría clásica, ahora conocida como teoría del poblamiento tardío, y defendieron una nueva teoría, conocida como teoría del poblamiento temprano de América, o pre-Clovis, que ubica la fecha de ingreso entre 25  000 y 15  000 años antes del presente, al mismo tiempo que modificaron las teorías sobre las rutas de entrada y difusión por el continente. Recientemente parece haberse establecido la existencia de, cuando menos, un yacimiento mil años anterior a la cultura Clovis.